# Jean-Didier Leuregans
Jean-Didier Leuregans, né le 20 août 1966 à Aubervilliers, est un footballeur français. Il évolue au poste de milieu de terrain du milieu des années 1980 au début des années 2000.

## Biographie
Jean-Didier Leuregens joue 9 matchs en Division 1 et 186 matchs en Division 2 entre 1984 et 1995.

## Palmarès
- Division 2 : 
  - Champion en 1986 avec le Racing Paris 1
  - Champion en 1990 avec l'AS Nancy-Lorraine

- CFA (D4) :
  - Vainqueur du groupe A en 1998 avec le Valenciennes FC